# Veena Verma
Veena Verma (1 de septiembre de 1941-Delhi, 6 de febrero de 2024) fue una funcionaria y política india.

## Biografía
Veena Verma sirvió en Rajya Sabha, la cámara alta del Parlamento de la India representando al Congreso Nacional Indio, durante tres mandatos consecutivos de seis años, desde 1986 a 2000.
Verma era la viuda del poeta y político Shrikant Verma (1931-1986), miembro del parlamento de Madhya Pradesh.
Fue madre de Abhishek Verma. La nuera de Verma, Anca Verma es la ex Miss Universo Rumania.
Veena Verma falleció el 6 de febrero de 2024 a los 82 años, tras una prolongada enfermedad en Delhi.